# 埃諾克·德朗·拉庫埃
埃諾克·德朗·拉庫埃（英語：Enoch Derant Lakoué，1945年出生）是中非政治家，並且曾經在誰是1993年2月26日至1993年10月25日期間擔任中非共和國總理。而自2013年開始，他則一直在政府部門中擔任經濟部部長。